# جائزة نيوبري
جائزة نيوبري هي ميدالية تمنح لأفضل كاتب أدب أطفال أمريكي خلال السنة السابقة لمنحها. وقد أُنشئت الجائزة ومُنحت لأول مرة عام 1921 من قبل فريدريك ملشر، رئيس مجلس إدارة مؤسسة ر. ر. بوكر وشركائه، والتي تنشر مجلة المكتبات والناشر الأسبوعية. وقد سمى الجائزة باسم جون نيوبري، الناشر وبائع الكتب الإنجليزي. وقد أنشأ ملشر أيضًا، ميدالية كالديكوت. وهي جائزة تقدّم سنويًا لأحسن مؤلف كتاب مصور للأطفال عن السنة السابقة لمنحها.
وتعتبر أكبر وأقدم جائزة في الولايات المتحدة. ويهدف الاتحاد من تقديم الجائزة إلى التشجيع على الابتكار والأفكار الخلاقة في حقل الكتابة للشباب، سواء أكان شعرًا أم رواية أم مسرحية. كما حدد لها شروطًا كثيرة منه: أن يكون العمل منشورًا في نفس العام، ولم يسبق نشره، كما أن الكاتب يجب أن يكون مواطنًا أمريكيًا.
ويفوز الكاتب بميدالية برونزية. صممها بول تشامبلان، محفور عليها اسم الكاتب، وتاريخ الفوز بها.